# جاس استون
جاس استون (به انگلیسی: Joss Stone) (زاده شده با نام جاسلین ایو استوکر (به انگلیسی: Joscelyn Eve Stoker) در ۱۱ آوریل ۱۹۸۷) خوانندهٔ سبک سول و بازیگر انگلیسی است.

## موسیقی
استون با آلبوم مولتی-پلاتین جلسه‌های سول معروف شد. این آلبوم در سال ۲۰۰۴ یکی از نامزدهای جایزه مرکوری شد. آلبوم دوم وی که به مانند آلبوم اول به درجهٔ پلاتینی دست یافت عقل، بدن و روح نام داشت و در بریتانیا برای یک هفته در صد جدول پرفروش‌ترین آلبوم‌ها بود. تک‌آهنگ تو مرا داشتی نیز جز ۱۰ آهنگ برتر بود. هر دو آهنگ و آلبوم در جایزهٔ گرمی سال ۲۰۰۵ نامزد شدند، در حالی که خود جاس برای بهترین خواننده نامزد شده بود. او همچنین در نظرخواهی سالیانهٔ بی‌بی‌سی، صدای سال ۲۰۰۴، ۵ام شد. او جوان‌ترین خوانندهٔ زن برتانیایی است که در جدول پرفروش‌ترین آلبوم‌ها، رتبهٔ اول را کسب کرده‌است. آلبوم سوم او معرفی جاس استون در مارس ۲۰۰۷ منتشر شده و با ردهٔ طلایی توسط انجمن صنعت ضبط موسیقی رده‌بندی شد. آلبوم آخر او مرا رنگ کن، آزاد! در ۲۰ اکتبر ۲۰۰۹ به بازار عرضه شد، که در ۱۰ آلبوم پرفروش هفته قرار گرفت ولی فروشش از همهٔ آلبوم‌های قبلی او کمتر بود.
در کل سابقهٔ هنری خود، او فروش جهانی بالغ بر ۱۱ میلیون آلبوم داشته‌است. سه آلبوم اول او در ایالات متحده ۲۷۷۲۰۰۰ بار به فروش رفته‌اند و دو آلبوم اولش در بریتانیا ۲ میلیون با خریداری شده‌اند. استون تاکنون ۲ بار برندهٔ جایزهٔ بریت و یک بار گرمی شده‌است.

## بازیگری
او بازیگری را هم با بازی در فیلم آرگون در سال ۲۰۰۶ آغاز کرد. در سریال‌های تلویزیونی نیز با بازی نقش آن کلیو در مجموعه تودورها، کار خود را شروع کرد.

## فهرست آثار

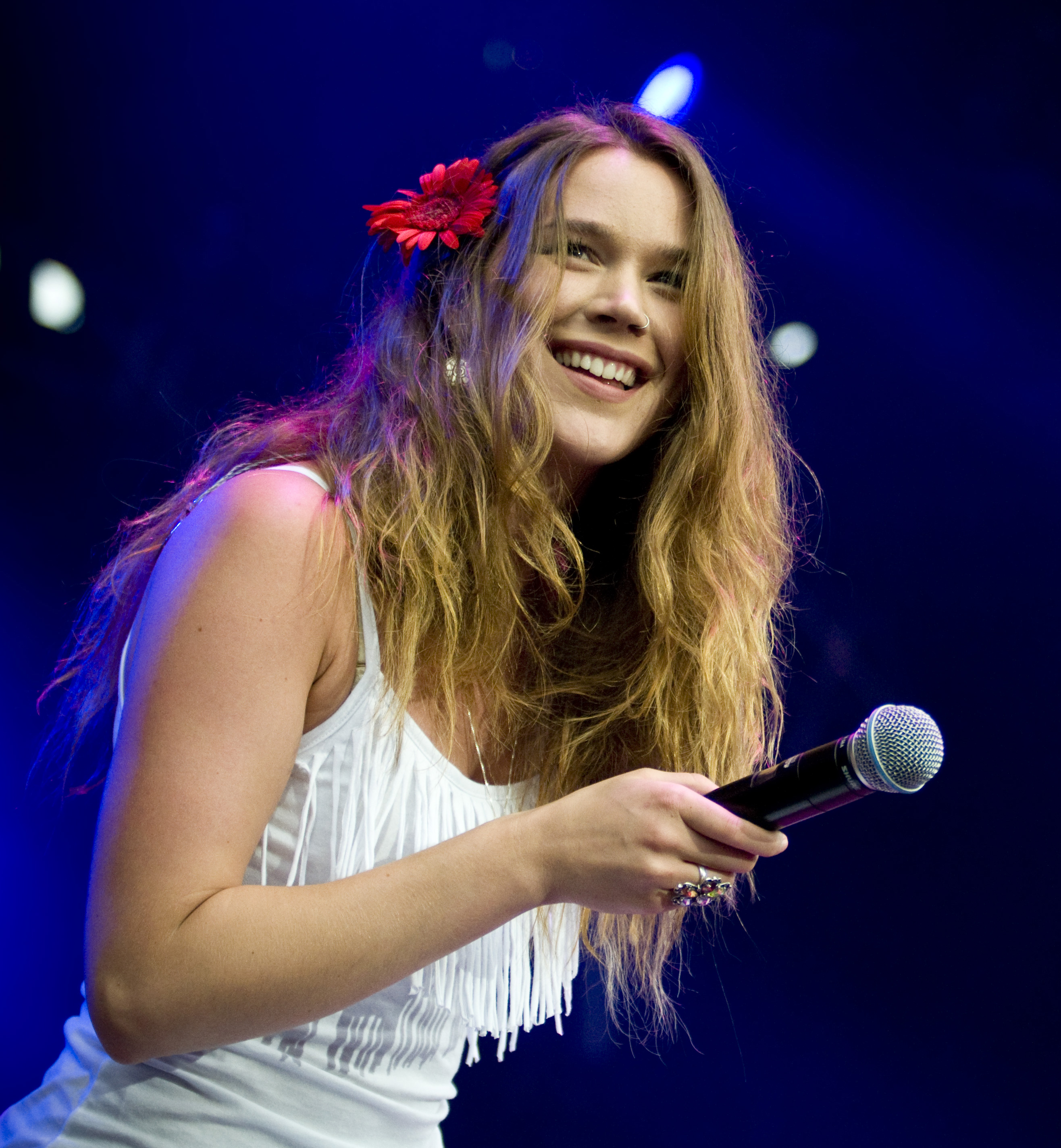
درسال ۲۰۰۹

### آلبوم‌های موسیقی
- جلسه‌های سول (۲۰۰۳)
- عقل، بدن و روح (سول) (۲۰۰۴)
- معرفی جاس استون (۲۰۰۷)
- مرا رنگ کن، آزاد! (۲۰۰۹)
- ال‌پی۱ (۲۰۱۱)
- جلسه‌های سول شماره ۲ (۲۰۱۲)
- زمستان برای سول (۲۰۱۵)

### فیلم‌ها و مجموعه‌های تلویزیونی
| سال     | عنوان                          | نقش         | یادداشت                                          |
| ------- | ------------------------------ | ----------- | ------------------------------------------------ |
| ۲۰۰۳    | جایزه مرکز کندی                | خودش        | بزرگداشت جیمز براون                              |
| ۲۰۰۴    | آستین سیتی لیمیتز              | خودش        | فصل ۳۰، قسمت ۴                                   |
| ۲۰۰۵    | Punk'd                         | خودش        | فصل ۴، قسمت ۶                                    |
| ۲۰۰۵    | کوئینسی جونز                   | خودش        | فیلم تلویزیونی                                   |
| ۲۰۰۶    | اراگون (فیلم)                  | انجلا       | معرفی                                            |
| ۲۰۰۸    | اسنپرها                        | استفنی      | فیلم تلویزیونی                                   |
| ۲۰۰۸    | اسموکی رابینسون                | خودش        | فیلم تلویزیونی                                   |
| ۲۰۰۸    | جایزه مرکز کندی                | خودش        | بزرگداشت پیت داونشد                              |
| ۲۰۰۹    | بابای آمریکایی!                | صدا         | یک قسمت                                          |
| ۲۰۰۹–۱۰ | تودورها                        | آن کلیو     | ۵ قسمت، فصل ۳–۴                                  |
| ۲۰۱۰    | برنامه‌ریز مراسم عزا            | ایو گارنر   | فیلم کوتاه                                       |
| ۲۰۱۰    | جیمز باند ۰۰۷: سنگ خونین       | صدا         | بازی ویدئویی                                     |
| 2012    | Slightly Single in L.A.        | هالی        | فیلم تلویزیونی؛ در نهایت جینا دوان جایگزین او شد |
| ۲۰۱۳    | تخت‌گاز (مجموعه تلویزیونی ۲۰۰۲) | خودش        | مجموعه ۲۰، قسمت ۱                                |
| ۲۰۱۵    | گریس و فرانکی                  | اجرای ترانه | بازیگر میهمان                                    |
| ۲۰۱۶    | فردا (فیلم ۲۰۱۵)               | مندی        | فیلم تلویزیونی                                   |
| ۲۰۱۷    | نایجلا                         | خودش        | برنامه تلویزیونی                                 |
| ۲۰۱۸    | امپراتوری (مجموعه تلویزیونی)   | وینتر       | فصل ۵، بازیگر میهمان                             |

## سفر به ایران
وی در سوم ژوئیه ۲۰۱۹، برای اتمام تور جهانی خود به کشور ایران وارد شد ولی توسط پلیس ایران در فرودگاه کیش بازداشت و سپس دیپورت شد.